# Elizabeth R
Elizabeth R is een Britse zesdelige televisiereeks die in de jaren 1970 meerdere keren uitgezonden werd door de BBC. De reeks met in de hoofdrol Glenda Jackson als koningin Elizabeth de Eerste, bestond uit afleveringen van 90 minuten die elk een deel van het leven van de koningin Elizabeth I belichtten.
De eerste aflevering, die op 17 februari 1971 voor het eerst werd uitgezonden, beslaat de periode van negen jaar in de aanloop naar de troonsbestijging van Elizabeth. De laatste aflevering, waarin het hoofdpersonage komt te overlijden, werd voor het eerst uitgezonden op 24 maart 1971, exact 368 jaar na het overlijden van Elizabeth. De serie was zo populair dat ze datzelfde jaar nog werd heruitgezonden.
Glenda Jackson, die voor haar rol haar hoofd had laten kaalscheren, won als hoofdrolspeelster twee Emmy Awards.